# Iri Hor
Iri Hor o Ro (secondo Flinders Petrie) (... – ...) è stato un sovrano egizio Gli scavi ad Abydos negli anni '80 e '90 e la scoperta nel 2012 di un'iscrizione di Iry-Hor nel Sinai ne hanno confermato l'esistenza.

## Biografia
Regnò su Abido e venne sepolto nel cimitero locale di Umm el-Qa'ab vicino a Ka, Narmer ed altri sovrani della prima dinastia.

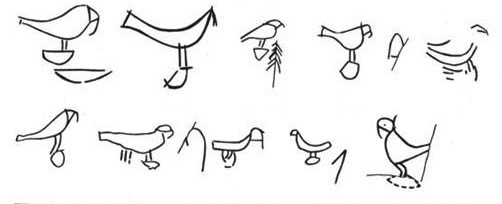
Varie iscrizioni con il nome di Iri Hor

Gli argomenti a favore della sua inesistenza sono dovuti all'assenza di serekht davanti al suo nome e da cattive intestazioni. La sola iscrizione a esso relativa fuori da Abido fu trovata nel Basso Egitto; Mentre su Ka e Narmer sono state trovate iscrizioni anche in regioni molto lontane, come in Israele.
È nota la collocazione della sua tomba di tipologia reale che fu scavata da Petrie nel 1902. Si tratta di una tomba doppia più grande di quelle di Ka e di Narmer, trovata in ordine sequenziale all'interno di una necropoli a forma di "U" della I dinastia.

Il nome è iscritto su una grossa pietra, come i suoi predecessori, e contiene solamente il falcone reale Horus.
È possibile che la titolatura reale inserita nel serekht con la "Facciata di palazzo" sia una tradizione iniziata con Ka.